# Mouettes
Mouettes település Franciaországban, Eure megyében. Lakosainak száma 753 fő (2022. január 1.). Mouettes La Couture-Boussey, Croth, Ézy-sur-Eure, L’Habit és Mousseaux-Neuville községekkel határos.

## Népesség
A település népességének változása:
| Lakosok száma | 228  | 292  | 484  | 688  | 726  | 759  | 786  | 760  | 747  | 753  |
|               | 1968 | 1982 | 1990 | 2006 | 2013 | 2015 | 2017 | 2019 | 2020 | 2022 |